# وادي السهباء
وادي السهباء هو أحد أودية شبه الجزيرة العربية، ويقع بين منطقة الرياض والمنطقة الشرقية بالمملكة العربية السعودية، يبلغ طول الوادي 380 كم ومتوسط انحداره 0,8 م / كم. ينبع من عدة أودية، ويصب في سبخة الحمر الواقعة جنوب منفذ البطحاء. من أهم روافده وادي حنيفة، ووادي نساح، ووادي الرغيب.

## الروافد ومنبع
كان قديما نهر جاري الا ان جف بسبب الجفاف الذي ضرب شبه الجزيرة العربية قبل عشر آلاف سنة، ويبدأ الوادي من رافد وادي البطين (الرياض) غرب مدينة الرياض . ويبدأ وادي البطين من شمال هجرة ام سليم بالوشم. 
وثم يكمل مرورة بوادي لحا ووادي الأوسط إلى ان يصل قرب مركز الحاير حيث يجتمع وادي لحا ووادي بعيجاء ووادي حنيفة. وثم يكمل مرورة إلى ان يصل الخرج ويلتقي بوادي نساح والوادي الرغيب. وثم يكمل طريقه نحو الشرق إلى ان يصل رمال صحراء الدهناء ويقطعها. 
ويكمل طريقه نحو جنوب إلى أن يصب في سبخة الحمر واقعة جنوب منفذ البطحاء. 
الروافده وهي التالي :
وادي البطين. 
وادي حنيفة
وادي اللحا. 
وادي نساح
وادي الرغيب

## صادر
1. ↑  المجاري المائية، هيئة المساحة الجيوليوجية السعودية - حقائق وأرقام، ص: 62. نسخة محفوظة 6 يونيو 2020 على موقع واي باك مشين.
2. ↑  هيئة المساحة الجيولوجية السعودية - حقائق وأرقام - ص62؛ ردمك: 4 - 0 - 90323 - 603 - 978. السعودية - جدة.{{استشهاد بكتاب}}:  صيانة الاستشهاد: أسماء عددية: قائمة المؤلفين (link)